# Petzl
Petzl — французская компания, специализирующаяся на разработке и производстве снаряжения для альпинизма, спелеологии, скалолазания, промышленного альпинизма. Основана Фернандом Петцелем в середине 1970-х годов.

## История
Компания была основана Фернандом Петцелем и его сыновьями Пьером и Полем в 1975 году в городе Кроле. Первая продукция включала налобные фонари, разработанные Петцлем в 1973 году, а также жумары и другие приспособления для альпинистов и спелеологов. В 1977 году компания начала производство страховочных систем. В 1990-х годах было создано подразделение оборудования для профессионального применения. В 1991 году была создана дочерняя компания в США. Также в этом году было разработано устройство гри-гри, предназначенное для безопасного спуска по верёвке. В 1998 году началось производство устройства TIBLOC, усовершенствованного жумара для подъёма по верёвке.
В 2006 году был создан фонд Petzl, вкладывающий 10 % прибыли компании в некоммерческие проекты в областях техники безопасности, инновационных разработок и охраны окружающей среды. В 2008 году был открыт тренировочный и экспериментальный центр V.axess. В 2010 году был открыт завод в Малайзии. В 2014 году были созданы филиалы в Германии и Испании.

## Деятельность
Компания специализируется по трём основным направлениям:
- оборудование для альпинизма, скалолазания, спелеологии, включая страховочные системы, подъёмные и спусковые устройства, карабины, каски, ледорубы;
- профессиональное снаряжение промышленного альпинизма для работы на высоте, в опасных и труднодоступных местах, в частности для спасателей, пожарных, персонала по обслуживанию лифтов, ветрогенераторов и буровых платформ, мойщиков окон, арбористов;
- налобные фонари.

- Гри-гри
- Альпинистская каска Petzl Elios
- Сумка для снаряжения
- Страховочная система